# Fran Kirby
Francesca "Fran" Kirby (nascuda el 29 de juny de 1993) és una futbolista professional anglesa que juga com davantera per al Brighton & Hove Albion i la selecció nacional d'Anglaterra. Va començar la seva carrera amb el seu equip local, el Reading, abans de marxar al Chelsea el juliol de 2015. L'agost del 2014, Kirby va obtenir la seva primera internacionalitat sènior per a Anglaterra. Va representar el seu país a la Copa Mundial Femenina de la FIFA 2015 al Canadà, a la Copa Mundial Femenina de la FIFA 2019 a França i a l'eurocopa femenina de 2017 als Països Baixos.
A l'abril de 2018, Kirby va ser guardonada com la jugadora de l'any de les jugadores femenines de la PFA i la futbolista de l'any segons la premsa. A desembre de 2020, es va convertir en la màxima golejadora de tots els temps del Chelsea.

## Primers anys de vida
Nascuda i criada a Reading amb el seu germà Jamie i els pares Denise i Steve, Kirby va començar a jugar a futbol de jove després de veure jugar al seu germà. Hi jugava en qualsevol oportunitat que tenia: a l'escola, al carrer, al jardí del davant. De ben jove, la seva mare, Denise, va escriure en una targeta d'aniversari que Fran jugaria algun dia en una Copa del Món: era la seva major seguidora. Quan Fran tenia 14 anys, la seva mare va morir sobtadament d'una hemorràgia cerebral. Dos anys després, va experimentar una profunda depressió.
Kirby va assistir a l'escola primària Caversham Park i a Chiltern Edge, Sonning Common, on jugava contra nois. Als 7 anys, es va unir a l'acadèmia de Reading i hi va debutar als 16 anys.

## Carrera del club

### Reading, 2012–15
Kirby es va unir al club de la seva Reading natal a l'edat de set anys i es va obrir camí a través dels equips juvenils. Va debutar al primer equip als setze anys, però va deixar el futbol l'any següent després d'una depressió, provocada per la mort de la seva mare. Kirby va tornar al club el 2012 i es va convertir en la màxima golejadora de la Divisió Sud de la Premier League femenina de la FA a la temporada 2012-13, amb 32 gols en 21 partits.
Amb el Reading ascendit el 2014 a la FA Women's Super League, Kirby va ajudar l'equip a aconseguir el tercer lloc amb 24 gols en setze aparicions. Va acabar la temporada com la màxima golejadora de la lliga; marcant quatre gols contra l'London Bees, així com hat-tricks contra Durham, Watford i Doncaster Rovers Belles. Poc després es va convertir en la primera jugadora femenina a rebre un contracte professional del club. Als Premis Femení de la FA de 2014, Kirby va ser nomenada la jugadora de l'any de les jugadores del WSL2.
Kirby va continuar golejant la temporada 2015 de la WSL2, aconseguint 11 gols en cinc aparicions a la lliga amb el Reading, inclòs els quatre gols en una victòria visitant per 4-2 contra Yeovil Town i cinc gols en una victòria per 7-0 contra el London Bees. Després de la Copa del Món de 2015, Reading va acceptar una quota de transferència no revelada al Chelsea i va completar una mudança el juliol del 2015. Es va informar que la taxa d'entre 40.000 i 60.000 lliures esterlines constituïa un rècord britànic, tot i que el Chelsea va negar que fos el cas i Kirby no era conscient de la xifra.

### Chelsea, 2015–2024
A la final de la Copa Femenina de la FA de 2015, organitzada per primera vegada a l'estadi de Wembley, Kirby va ser una espectadora sense poder jugar en la victòria del Chelsea per 1-0 contra el Notts County. Va ser el primer gran trofeu del Chelsea. A l'octubre de 2015, va marcar dues vegades la victòria del Chelsea per 4-0 contra el Sunderland, que va aconseguir el primer títol de la FA WSL del club; un doblet de lliga i copa. El mateix mes, Kirby va marcar el primer gol de la UEFA Women's Champions League de la UEFA que donava la victòria per 1-0 sobre el Glasgow City.

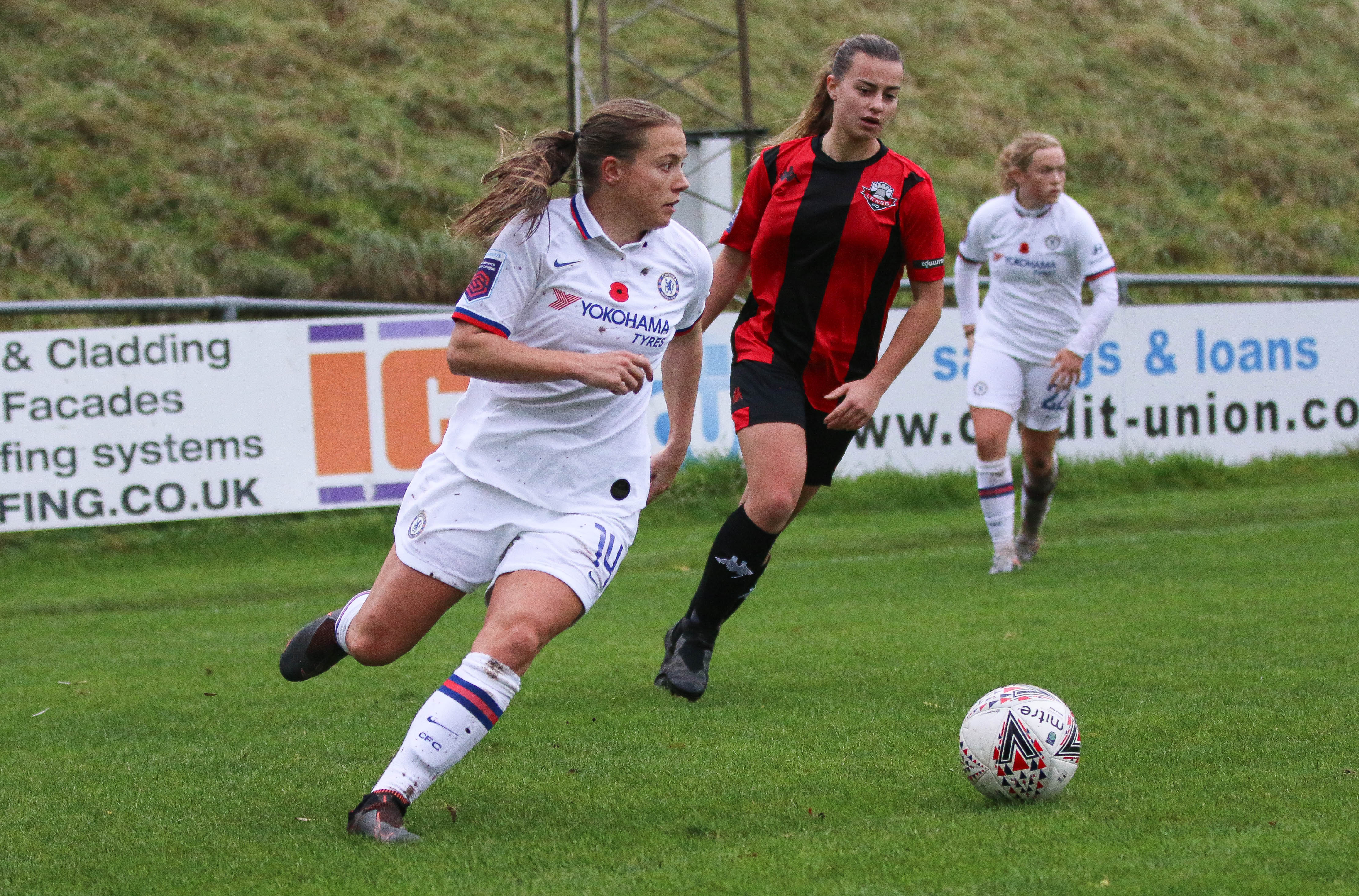
Kirby durant un partit de la FA Women's League Cup 2019-20, el novembre de 2019.

A l'abril de 2016, va aconseguir el retorn del Chelsea a l'estadi de Wembley a la FA WSL de 2016 marcant un gol tardà a la pròrroga contra el Manchester City a la semifinal de la FA Women's Cup. Quatre dies després, va marcar els dos gols en la victòria del Chelsea per 2–0 a la WSL sobre l'Arsenal.
El 22 d'abril de 2018, Kirby va ser guardonada com la jugadora de l'any de les jugadores femenines PFA i la futbolista de l'any per la premsa de la temporada 2017-18.
El febrer de 2020, el Chelsea va anunciar que a Kirby li van diagnosticar pericarditis, que l'havia exclòs de l'equip des del novembre del 2019. Va superar la seva infecció, tot i que els cardiòlegs li van dir que podria ser que no pogués tornar a jugar, i va jugar 70 minuts en la victòria del Chelsea Community a la FA Shield contra el Manchester City el 29 d'agost de 2020. El 9 de desembre de 2020, els 2 gols de Kirby en una victòria per 5-0 contra el Benfica a la Lliga de Campions femenina de la UEFA la van permetre superar a Eniola Aluko com a màxima golejadora de tots els temps del Chelsea, amb els seus 69è i 70è gols per al club, cinc anys després de signar.
Durant un partit contra el seu antic club, el Reading, el 10 de gener de 2021, Kirby va marcar quatre gols en la victòria del Chelsea per 5-0. En el partit final de la Copa de la Lliga Femenina de la FA del 2021 contra el Bristol City WFC, Kirby va marcar dos gols i va donar quatre assistències perquè el Chelsea, defensor del títol, guanyés per 6-0 a Vicarage Road.
Kirby va ser destacada pels observadors com la millor jugadora del Chelsea durant el seu doblet 2020-21. Posteriorment va guanyar el premi de Women's Footballer of the Year de 2021 de la FWA.

## Carrera internacional

Kirby el 2019.

A principis de la seva carrera, Kirby va ser membre de la selecció anglesa sub-23. Es va convertir en la primera jugadora del WSL 2 a ser convocada per a la selecció aboluta, el juny del 2014, per a les eliminatòries de la Copa Mundial contra Belarús i Ucraïna. Va ser convocada a la banqueta dels suplents contra Belarús, però no va fer acte de presència. Va fer el seu debut internacional sènior contra Suècia a l'agost del 2014, aconseguint el segon gol en una victòria amistosa per 4-0 al Victoria Park, Hartlepool.
Al maig del 2015, el tècnic anglès Mark Sampson va incloure Kirby en la seva plantilla definitiva per a la Copa Mundial Femenina de la FIFA 2015, organitzada al Canadà. Va marcar en la victòria d'Anglaterra per 2-1 contra Mèxic i va ser aclamada com "mini Messi" per Sampson. Tot i que a Kirby li va decebre descartar-se per lesió a partir de quarts de final, el tercer lloc final d'Anglaterra li va deixar una impressió general positiva del torneig: "una experiència fantàstica i una que no vull oblidar ràpidament".
Sampson va mantenir a Kirby a la selecció nacional per a la campanya de classificació de la Eurocopa 2017. A Estònia, el 21 de setembre de 2015, va marcar dos cops en la victòria d'Anglaterra per 8-0. Després de "12 mesos d'infern" causats per lesions de genoll i turmell, Kirby va tornar a la formació d'Anglaterra per a la Eurocopa 2017 als Països Baixos. A la primera jugada d'Anglaterra contra els rivals d' Escòcia, la intel·ligent segona davantera Kirby va enviar Jodie Taylor per marcar el gol inicial d'Anglaterra en una golejada per 6-0. En el següent partit, Kirby i Taylor van marcar en una victòria per 2-0 contra Espanya, cosa que va assegurar el lloc d'Anglaterra als quarts de final. Quan Anglaterra va ser golejada per 3-0 pels amfitrions a la semifinal, Kirby es va mostrar trista: "Hem tingut ocasions i podríem haver tingut uns quants penals. Estem molt decebudes".
El 6 d'octubre de 2018, Kirby va aconseguir la victòria amistosa d'Anglaterra per 1-0 contra Brasil a Meadow Lane. En les entrevistes posteriors al partit, el tècnic anglès Phil Neville va proclamar sense respir la superioritat de Kirby sobre la sis vegades jugadora de l'any, Marta: "Escolliria el meu número 10 sobre el número 10 del Brasil, és clar".

### Gran Bretanya
Kirby va ser aclamada com a "jugador destacada" en l'equip guanyador de la medalla d'or de Gran Bretanya a la Universiada d'estiu del 2013 a Kazan, Rússia.

## Estadístiques professionals

### Club
A 10 novembre 2020
| Club                       | Temporada                  | Lliga                      | Lliga   | Lliga | Copa       | Copa | Continental | Continental | Total      | Total |
| Club                       | Temporada                  | Divisió                    | Partits | Metes | Aparicions | Gols | Aparicions  | Gols        | Aparicions | Gols  |
| -------------------------- | -------------------------- | -------------------------- | ------- | ----- | ---------- | ---- | ----------- | ----------- | ---------- | ----- |
| Reading                    | 2014                       | Super League               | 0       | 0     | 4          | 4    | -           | -           | 4          | 4     |
| Chelsea                    | 2015                       | Super League               | 5       | 4     | 3          | 3    | 4           | 2           | 12         | 9     |
| Chelsea                    | 2016                       | Super League               | 7       | 5     | 0          | 0    | -           | -           | 7          | 5     |
| Chelsea                    | 2017                       | Super League               | 5       | 6     | 0          | 0    | -           | -           | 5          | 6     |
| Chelsea                    | 2017-18                    | Super League               | 17      | 8     | 6          | 7    | 8           | 4           | 31         | 19    |
| Chelsea                    | 2018-19                    | Super League               | 16      | 9     | 5          | 4    | 8           | 5           | 29         | 18    |
| Chelsea                    | 2019-20                    | Super League               | 4       | 0     | 2          | 0    | -           | -           | 6          | 0     |
| Chelsea                    | 2020–21                    | Super League               | 17      | 14    | 2          | 0    | 1           | 2           | 20         | 16    |
| Chelsea                    | Total                      | Total                      | 71      | 60    | 18         | 14   | 21          | 13          | 97         | 71    |
| Total carrera professional | Total carrera professional | Total carrera professional | 71      | 60    | 22         | 18   | 21          | 13          | 101        | 75    |

1. 1 2 3  Appearances in the UEFA Women's Champions League

### Gols internacionals
A partir del partit jugat el 6 de juliol de 2019. Primera anotació amb Anglaterra, la columna de puntuació indica els marcadors després de cada gol de Kirby.
| No. | Data             | Estadi                                               | Adversari | Marcador | Resultat | Competició                      | Ref.   |
| --- | ---------------- | ---------------------------------------------------- | --------- | -------- | -------- | ------------------------------- | ------ |
| 1   | 3 agost 2014     | Victoria Park, Hartlepool, Anglaterra                |           | 2–0      | 4–0      | Amistós                         | [ 53 ] |
| 2   | 9 abril 2015     | Academy Stadium, Manchester, Anglaterra              |           | 2–0      | 2–1      | Amistós                         |        |
| 3   | 13 juny 2015     | Moncton Stadium, Moncton, Canadà                     |           | 1–0      | 2–1      | Copa del Món 2015               |        |
| 4   | 21 setembre 2015 | A. Le Coq Arena, Tallinn, Estònia                    |           | 3–0      | 8–0      | Classificació Eurocopa 2017     |        |
| 5   | 21 setembre 2015 | A. Le Coq Arena, Tallinn, Estònia                    | 6–0       |          | 8–0      | Classificació Eurocopa 2017     |        |
| 6   | 10 juny 2017     | Tissot Arena, Biel, Suïssa                           |           | 2–0      | 4–0      | Amistós                         |        |
| 7   | 23 juliol 2017   | Rat Verlegh Stadion, Breda, Països Baixos            |           | 1–0      | 2–0      | Eurocopa 2017                   |        |
| 8   | 24 novembre 2017 | Bescot Stadium, Walsall, Anglaterra                  |           | 4–0      | 4–0      | Classificació Copa del Món 2019 |        |
| 9   | 28 novembre 2017 | Colchester Community Stadium, Colchester, Anglaterra |           | 2–0      | 5–0      | Classificació Copa del Món 2019 |        |
| 10  | 1 març 2018      | Mapfre Stadium, Columbus, Ohio, Estats Units         |           | 4–0      | 4–1      | 2018 SheBelieves Cup            |        |
| 11  | 6 octubre 2018   | Meadow Lane, Nottingham, Anglaterra                  |           | 1–0      | 1–0      | Amistós                         |        |
| 12  | 9 octubre 2018   | Craven Cottage, Londres, Anglaterra                  |           | 1–0      | 1–1      | Amistós                         |        |
| 13  | 6 juliol 2019    | Allianz Riviera, Niça, França                        |           | 1–2      | 1–2      | Copa Mundial de 2019            | [ 54 ] |
| 14  | 9 abril 2021     | Stade Michel d'Ornano, Caen, França                  |           | 1–2      | 1–3      | Amistós                         |        |

## Honors
- FA Super League
  - 2015[55]
  - Spring Series[55]
  - 2017-18[55]
  - 2019-20[55]
  - 2020–21[55]
- FA Cup
  - 2014-15[55]
  - 2017-18
- FA Community Shield
  - 2020

### Anglaterra
- Copa del Món
  - Tercer lloc 2015[56]
- SheBelieves Cup
  - 2019[57]

### Individual
- Jugador femení de l'any de la PFA
  - 2017-18[58]
  - 2020–21[59]
- PFA WSL 1 equip de l'any
  - 2017-18[60]
- Futbolista femení de l'any de la FWA
  - 2017-18[61]
  - 2020–21 [35] [38]

## Vida personal
Mentre creixia, Kirby era molt propera a la seva mare Denise. Als 14 anys, la seva mare va morir a causa d'una hemorràgia cerebral. "Simplement no podia comprendre el que havia passat. I va romandre així durant molts anys". Fora d'Anglaterra sub-17, es va trencar perquè "trobava a faltar [la seva] mare". Va tornar a casa i va deixar el futbol. Després de la mort de la seva mare, va caure en una depressió. "Tenia dies en què no m'aixecaria del llit. O no aniva a la universitat. Podria arribar fins a la parada de l'autobús i després em trencava a plorar". Un dia, una de les seves amigues la va convidar a jugar amb el seu equip d'aficionats, on va tornar a trobar el seu amor pel futbol. Kirby diu que la seva mare encara és molt important en la seva vida. "Cap al final de la temporada, on tot era genial, […] Recordo estar asseguda al costat de les noies i només vaig dir que "només hi ha una persona a qui vull agafar el telèfon i trucar, i no puc fer-ho".
L'octubre de 2019, Kirby va rebre el títol honoris causa de doctor en ciències (D.Sc) per la Universitat de Winchester pels seus "èxits tant dins com fora del camp, en particular pel seu treball de suport a la salut mental i al benestar".
Al febrer de 2020, el Chelsea va revelar que Kirby s'havia recuperat amb èxit de la pericarditis, que podia haver acabat amb la seva carrera professional. Kirby havia caigut malalta al novembre del 2019 i, a conseqüència d'això, va estar a punt de retirar-se.
A l'abril de 2020, Kirby va ser nomenada a la llista "Visible Lesbian 100" de la revista Diva durant la setmana de la visibilitat de lesbianes.
Al 15 d'abril del 2022 es va fer públic que Kirby pateix cansament d'un origen desconegut. Això comportà que s'apartés de manera indefinida del Chelsea i de la Selecció Anglesa. Aquest període lluny del futbol també va fer-ne perillar la presència a l'Europeu d'aquell mateix any que s'ha de disputar al país de la jugadora.